# Südchina

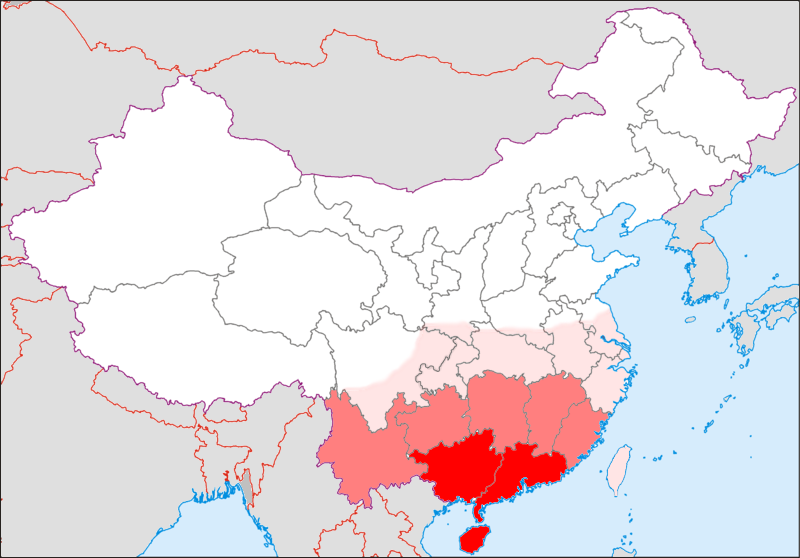
Südchina in unterschiedlichen Definitionen. Tiefrot dargestellt ist Huanan.

Mit  Südchina (chinesisch 中國南方 / 中国南方, Pinyin Zhōngguó Nánfāng) werden je nach Kontext unterschiedliche Gebiete in China bezeichnet.
Südchina im engeren Sinne, auch als Huanan bezeichnet, (華南地區 / 华南地区,  Huánán Dìqū, kurz: 華南 / 华南,  Huánán) ist der südliche Teil der Region Zhongnan (Zentral- und Südchina) und umfasst die Provinzen Guangdong und Hainan mit Hongkong und Macau sowie das Autonome Gebiet Guangxi.
Südchina (中國南方 / 中国南方,  Zhōngguó Nánfāng) im weitesten Sinn bezeichnet die südliche Hälfte des chinesischen Kernlandes, in geographisch-klimatischer und kulturell-historischer Abgrenzung zu Nordchina. Diese Grenze wird oft beim Qinling-Gebirge und den Flüssen Jangtse bzw. Huai He gesehen.
→ Siehe: Nordchina und Südchina